# Модест (писатель)
Моде́ст (др.-греч. Μοδεστὸς; лат. Modestus; II век) —  раннехристианский писатель. Сведения о нём очень скудные. Модест жил во времена правления Марка Аврелия и Коммода, написал книгу «Против Маркиона». Сочинение не сохранилось.
Евсевий Кесарийский в своей книге «Церковная история» упоминает о Модесте. 32 глава книги Иеронима Стридонского «О знаменитых мужах» посвящена Модесту.